# Liste von Persönlichkeiten aus Poschiavo
Diese Liste enthält in Poschiavo geborene Persönlichkeiten und solche, die in Poschiavo ihren Wirkungskreis hatten, ohne dort geboren zu sein. Die Liste erhebt keinen Anspruch auf Vollständigkeit.

## Persönlichkeiten
(Sortierung nach Geburtsjahr)
- Giuseppe Fanchus (* um 1330 in Poschiavo; † nach 1370 ebenda), Politiker[1]
- Fanchus de Franchina und Fanchus de Malone (* um 1410 in Poschiavo; † nach 1441 ebenda), officialis communis von Poschiavo[1]
- Ambrosius de Aplano (* um 1450, erstmals erwähnt 1481 in Selva, Fraktion der Gemeinde Poschiavo; † nach 1486 ebenda ?), Glockengiesser in Sankt Moritz[2]
- Bernhard von Puschlav (* um 1465; † nach 1522), Architekt baute die Pfarrkirchen von Chamues-ch, Scuol, Ramosch, Zuoz

- Familie Paravesino (Parravicini). [3]
  - Johann Paravesino (Parravicini) (* um 1470 in Poschiavo; † nach 1520 ebenda), Podestà von Poschiavo[4]
  - Johann Baptist Parravicini (* um 1590 in Poschiavo; † nach 1626 in Chur), Politiker, Flüchtling in Chur[4]
  - Caspar Parravicini (* um 1610 in Poschiavo; † nach 1651 in Chur),  Politiker, Flüchtling in Chur nach dem Veltliner Mord[4]
  - Camillo Paravicini (* 24. Januar 1987 in Poschiavo), Künstler. Maler und Fotograf[5]

- Dolfino Landolfi (Giovanni Rodolfo) (* um 1500 in Poschiavo; † um 1571 ebenda), Politiker, Typograph
- Giulio da Milano (1504–1581), Pfarrer und Reformator
- Antonio Lossio (* um 1585, erstmals erwähnt 1618 in Poschiavo; † nach 1653 ebenda), Podestà in Poschiavo, 1653 Präsident der Veltliner Syndikatur[6]
- Paolo Beccaria (* um 1587 in Sondrio; † 15. Mai 1665 in Poschiavo), Doktor der Theologie, Vorsteher des Dekanats[7]

- Familie Gaudenzi, Godenzi. 
  - Paganino Gaudenzi (1595–1649), katholischer Theologe, Priester und Universalgelehrter
  - Bernardino de Gaudenzi (* 24. August 1595 in Poschiavo; † 31. Juli 1668 in Chur), Dompropst des Churer Domkapitels, Apostolischer Protonotar[8]
  - Giuseppe Godenzi (* 1937 in Sant’Antonio Quartier von Poschiavo), Schriftsteller und Forscher[9]

- Familie Masella. [10]
  - Bernardo Masella (* um 1490 in Poschiavo; † nach 1658 ebenda), Militär, Hauptmann des Gotteshaustruppen in Veltlin, Landvogt in Maienfeld[10]
  - Bernardo Masella (* um 1630 in Poschiavo; † nach 1681 ebenda), Podestà von Tirano und Poschiavo, Gründer der Tipografia Masella in Poschiavo[11]
  - Bernardo Masella (* um 1670 in Poschiavo; † nach 1746 ebenda), Landvogt in Maienfeld, Podestà zu Traona und Tirano[10]
  - Giovanni Bernardo Masella (* um 1700 in Poschiavo; † nach 1756 ebenda), Podestà von Poschiavo[10]

- Familie de Bassus.  Patriziergeschlecht[12][13]
  - Tommaso I de Bassus (* 1512 in Poschiavo; † um 1570 ebenda), Stammvater der Familie
  - Tommaso de Bassus (* um 1610 in Poschiavo; † nach 1655 ebenda), baute den Palast Bassus-Mengotti, heute Museo poschiavino[14]
  - Dominicus Bassus (1643–1704), Jurist[15]
  - Thomas Francesco Maria von Bassus (* 10. Oktober 1742 in Poschiavo; † 15. Oktober 1815 in Sandersdorf), Podestà in Poschiavo und von 1781 bis 1783 Podestà in Traona.[16]

- Familie Pozzi. [17]
  - Romerio Pozzi (* ca. 1200), und dessen Sohn Guillelmus 1290, Martino del Pozzo warnte die Puschlaver vor dem kommenden Veltlinermord und rettete seine Familie nach Poschiavo[17]
  - Andrea Pozzy (* 9. Februar 1772 In Poschiavo; † um 1830 ebenda), Militär in napoleonischen und dann spanischen Kriegsdiensten, Zuckerbäcker in Bilbao, als Protestant geriet er in die Hände der Inquisition, als Flüchtling kehrte er nach Poschiavo zurück[17]
  - Pietro Pozzi (* 6. November 1803 in Poschiavo; † 10. Oktober 1859 ebenda), Podestà von Poschiavo[17]
  - Andrea Enrico Pozzy (* 23. Juli 1849 in Poschiavo; † 16. April 1921 ebenda), Gründer und vieljähriger Direktor der Bank in Ragaz[17]
  - Andrea Giorgio Ulisse Pozzy (* 23. Juli 1849 in Poschiavo; † 16. April 1921 ebenda), Doktor der Rechte, Rechtsanwalt in Davos, Verfasser der Rechtsgeschichte des Puschlavs, Herausgeber und Redaktor der Zeitschrift Jung Rätien[17]

- Familie Albrici/Albrizzi.  Der Ursprung der Familie liegt im Dunkeln[18][19]
  - Prospero Albrici (1822–1882), Bündner Grossrat, Kleinrat und Ständerat
  - Pietro Albrici (* 1838 in Poschiavo; † 22. August 1892 ebenda), Ingenieur[20]
  - Pier Augusto Albrici (1936–2022), ein Schweizer Offizier und Militärhistoriker. Er war Oberst und Chef der Abteilung Territorialdienst in der Untergruppe Logistik des Stabes der Gruppe für Generalstabsdienste, Instruktor der Infanterie und Publizist

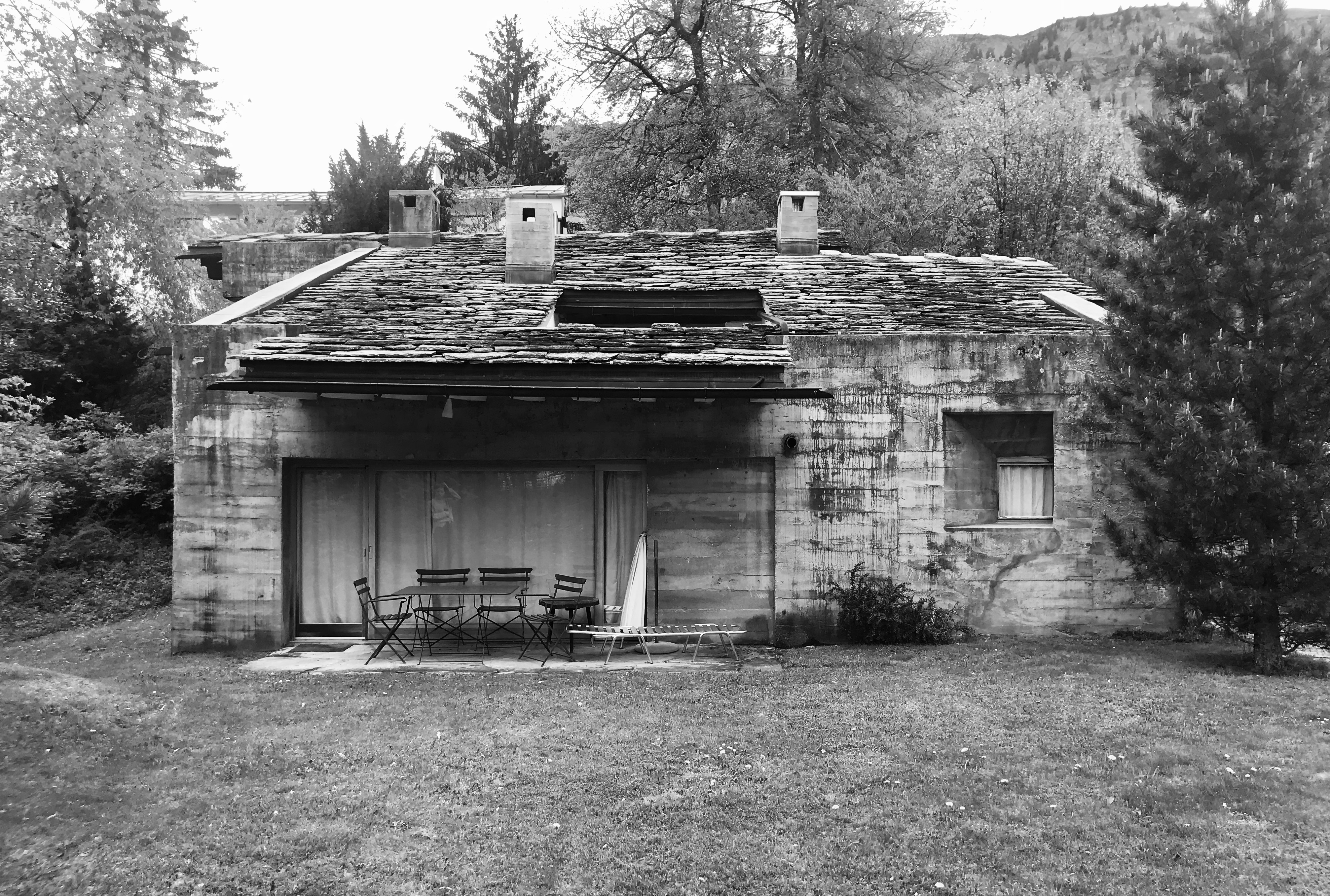
Wohnhaus Rudolf Olgiati, Flims Waldhaus

- Familie Olgiati , ein Puschlaver Geschlecht aus Como[21]
  - Rudolf Olgiati (* um 1640 in Poschiavo; † nach 1691 ebenda), Podestà von Piuro[22]
  - Ludwig Olgiati (* um 1720 in Poschiavo; † nach 1764 ebenda), Podestà des Hochgerichts Puschlav 1764[23]
  - Gaudenzio Olgiati (* 14. Juli 1836 in Poschiavo; † 18. Mai 1892 in Lausanne), Anwalt, Politiker und Autor[24]
  - Rodolfo Olgiati (* 21. August 1887 in Poschiavo; † 21. November 1930 ebenda), Künstler, Maler studierte an der Accademia di Belle Arti in Florenz. Er malte Landschaften und Genrebilder[25]
  - Oreste Olgiati (* 23. April 1869 in Poschiavo; † 3. Oktober 1920 in Flims), Bündner Grossrat, Stadtpräsident von Chur, Regierungsrat[26]
  - Francesco Olgiati (* 1871 in Poschiavo; † 1953 ebenda), Fotograf, Sammler[27]
  - Rodolfo Olgiati (* 30. Juni 1905 in Lugano; † 31. Mai 1986 in Bern), Lehrer, Ehrendoktor der der Universität Basel[28]
  - Rudolf Olgiati (1910–1995), Architekt

- Familie Lardelli. [29]
  - Tommaso Lardelli (* 1818 in Poschiavo; † 1908 ebenda), Schulinspektor, Podestà von Poschiavo, Gerichtspräsident[29], er ließ einige Paläste in Poschiavo bauen[30]
  - Thomas Lardelli (* 1851 in Poschiavo; † nach 1890 ebenda), Arzt in Sent GR, Kreispräsident und Grossrat, Gründer der kantonalen Heilstätten in Arosa, Bezirksarzt[29]
  - Renzo Lardelli (* 21. Dezember 1876 in Poschiavo; † 23. Oktober 1950 ebenda), Grosskaufmann in Chur, Oberstkorpskommandant der Schweizer Armee[31]
  - Achille Lardelli (* um 1880 in Poschiavo; † nach 1920 in Chur), Doktor der Medizin, Chefarzt des kantonalen Frauenspitals Fontana in Chur[29]
  - Albert Lardelli (* 25. Dezember 1888 in Chur; † 21. Juni 1959 ebenda), Politiker[32]
  - Fernando Lardelli (* 10. September 1911 in Poschiavo; † 3. Januar 1986 in Lugano), Maler, Mosaiker schuf Fresko, Zeichnung, Glasmalerei und Illustrationen[33][34][35]
  - Renzo Lardelli (* 9. Juli 1913 in Chur; † 25. Dezember 1995 ebenda), Politiker[36]
  - Elisabeth Lardelli (1921–2008), Anwältin und Politikerin

- Familie Raselli. 
  - Niccolò Raselli (* 30. Juni 1944 in Le Prese), Bundesrichter (1995–2012)
  - Francesco Raselli (* 28. März 1948 in Le Prese; † 29. September 1983 in Sarnen), Hornist, Organist, Komponist
  - Paolo Raselli (* 1970 ?), Präsident des Museo Poschiavino, Publizist, Marketing Repower[37]
  - Evelina Raselli (1992), Schweizer Eishockeyspielerin

- Familie Lardi. [38]
  - Nicola Lardi (* 8. Dezember 1872 in Rom; † 5. Januar 1932 ebenda), aus Poschiavo, Professor der Theologie und Philosophie, Generalabt der Canonici vom Lateran[38]
  - Valentino Lardi (* 1889 in Rom; † 1977 ebenda), Dichter, wohnte oft in Le Prese[39]
  - Guido Lardi (* 1939 in Poschiavo), Sekundarlehrer, Lokalhistoriker, Publizist, Übersetzer, Podestà von Poschiavo[40], Autor[41]
  - Claudio Lardi (1955), Schweizer Rechtsanwalt und Politiker
  - Massimo Lardi (* 1936 in Poschiavo), Schuldirektor, Schriftsteller, Lokalhistoriker[42]
  - Ursina Lardi (1970) Schweizer Schauspielerin
  - Federico Lardi (1985), Eishockeyspieler

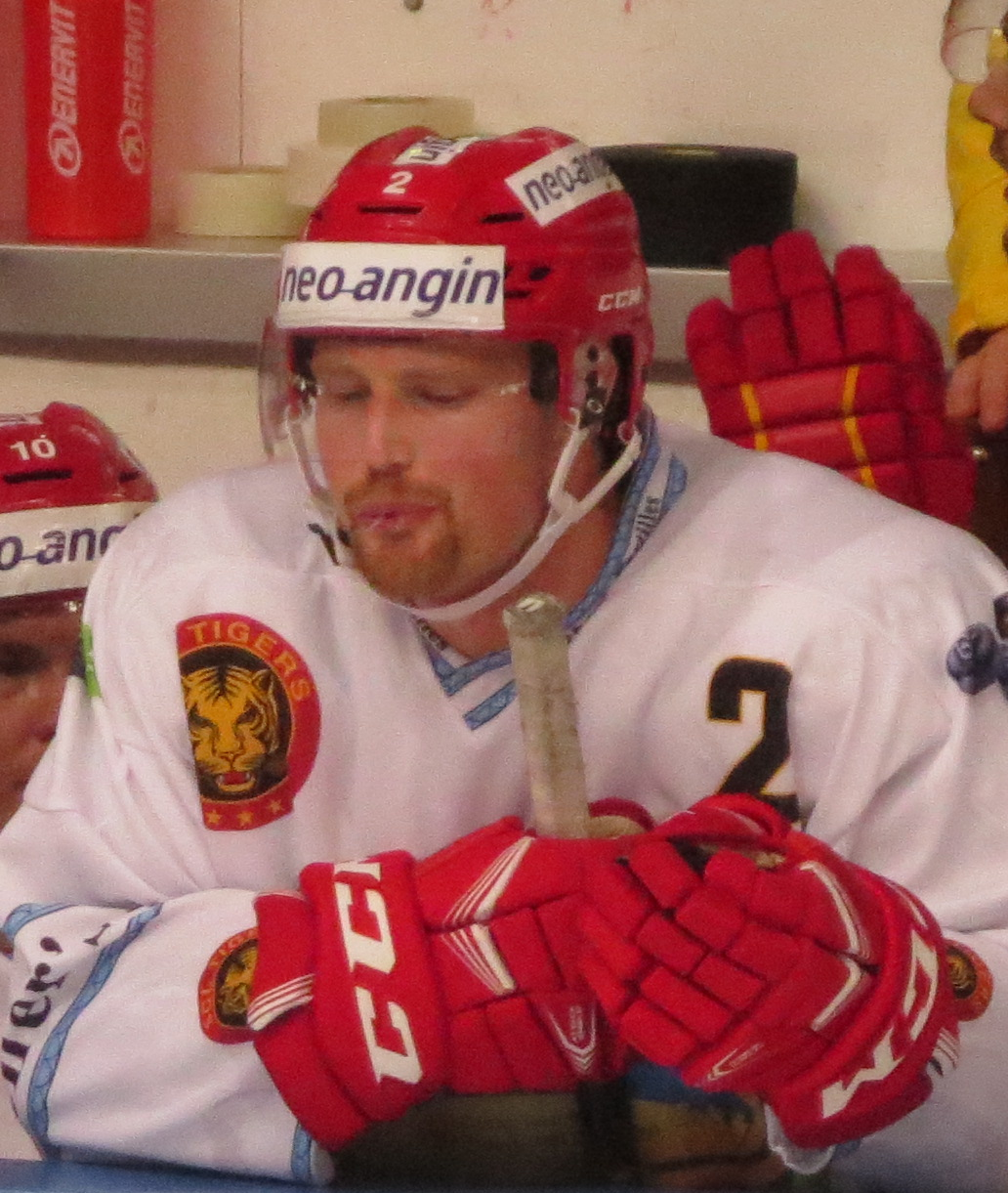
Federico Lardi

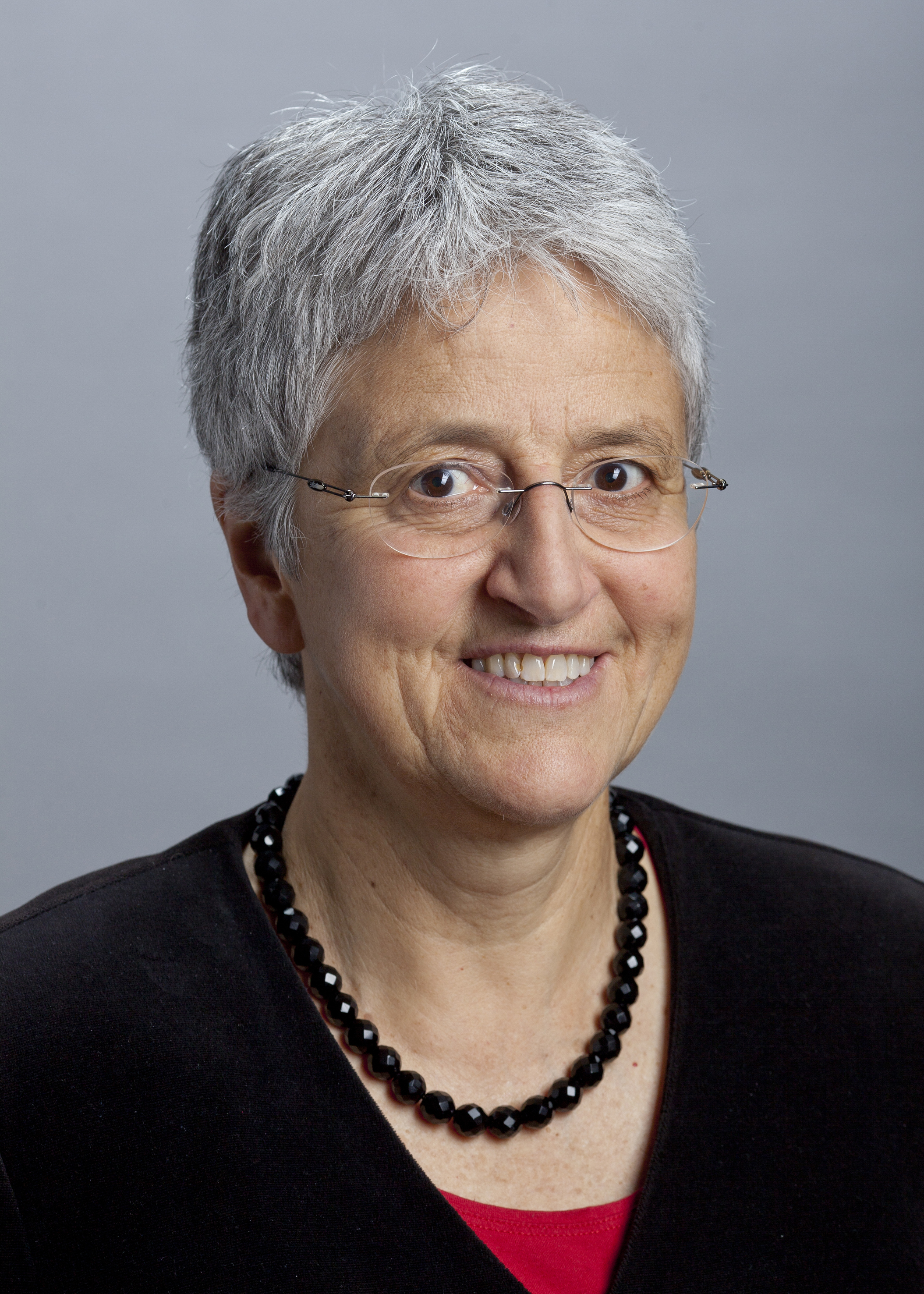
Silva Semadeni

- Familie Semadeni von Poschiavo : ein Zweig der Familie ist seit ca. 1850 in Guarda verbürgert, ein anderer in Warschau[43]
  - Giuseppe Semadeni (* 1798 in Poschiavo; † 1731 ebenda), Lehrer und Landschreiber, schrieb eine Geschichte der evangelischen Kirchgemeinde Poschiavo (Ms.)[43]
  - Tommaso Semadeni (* 1821 in Poschiavo; † 1884 ebenda), Landschreiber.
  - Antonio Semadeni (* 1824 in Poschiavo; † 1884 ebenda), Konditor in Polen, Unternehmer, lies 1856 sein Haus (Casa Console), 1875 Schweizer Onorakonsul in Polen[43][44]
  - Tommaso Semadeni (* 2. Juni 1848 in Poschiavo; † 5. Juli 1933 ebenda), Lehrer, Liederkomponist und Wohltäter[45]
  - Tommaso Francesco Semadeni (* 1872 in Poschiavo; † 1937), Pfarrer in Serneus, Bondo, Valendas-Sagens, Celerina, Brusio[43]
  - Jon Semadeni (1910–1981), Dramatiker, Regisseur und Erzähler
  - Silva Semadeni (1952), eine Schweizer Politikerin (SP)

- Familie Menghini. [46]
  - Bernardo Menghini (* um 1720 in Poschiavo; † nach 1769 ebenda), Podestà von Plurs und Tirano[46]
  - Felice Menghini (* 20. September 1909 in Poschiavo; † 10. August 1947 ebenda), Priester, Publizist, Schriftsteller, Dichter und Übersetzer[47][48][49]

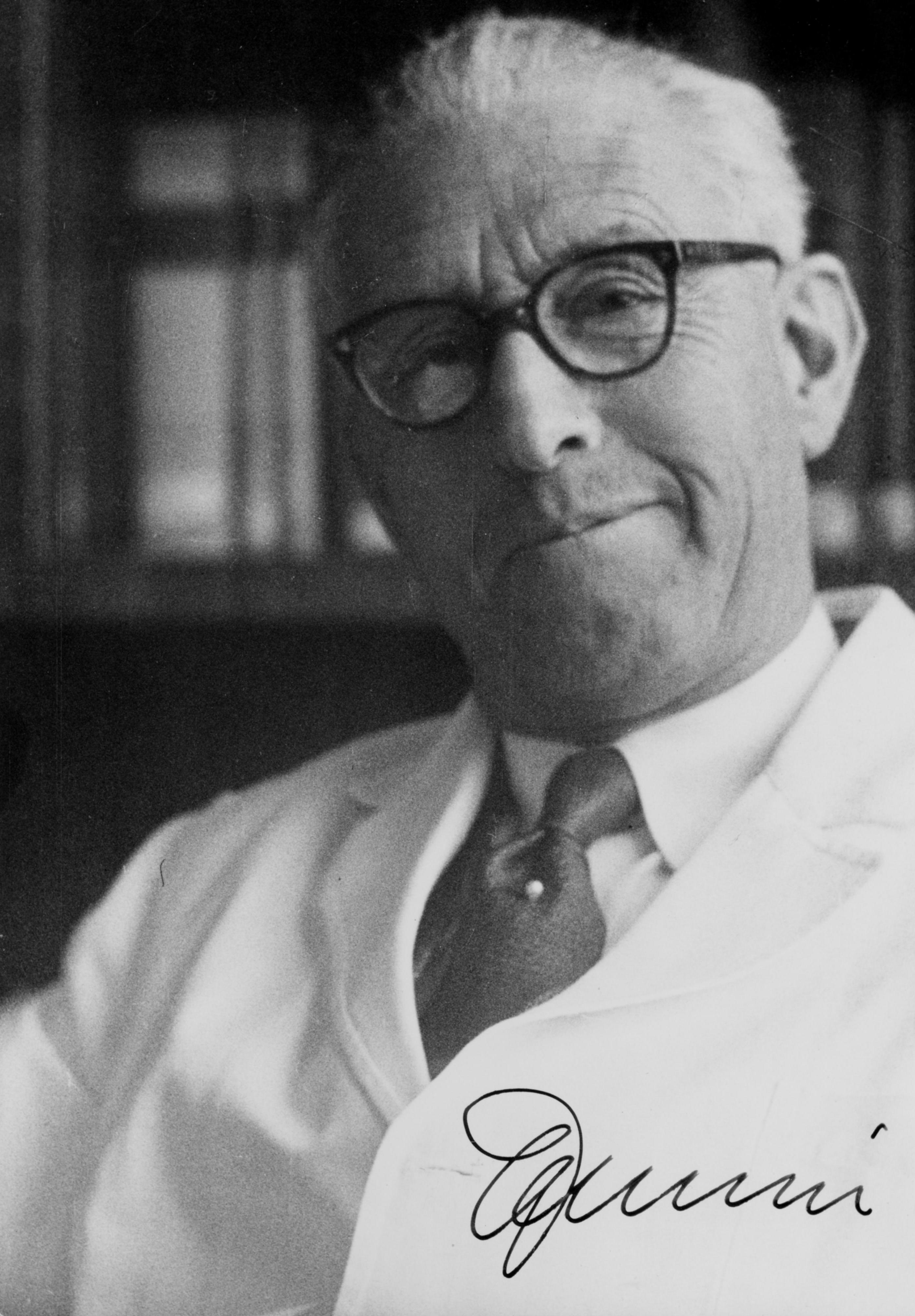
Guido Fanconi, ca. 1959

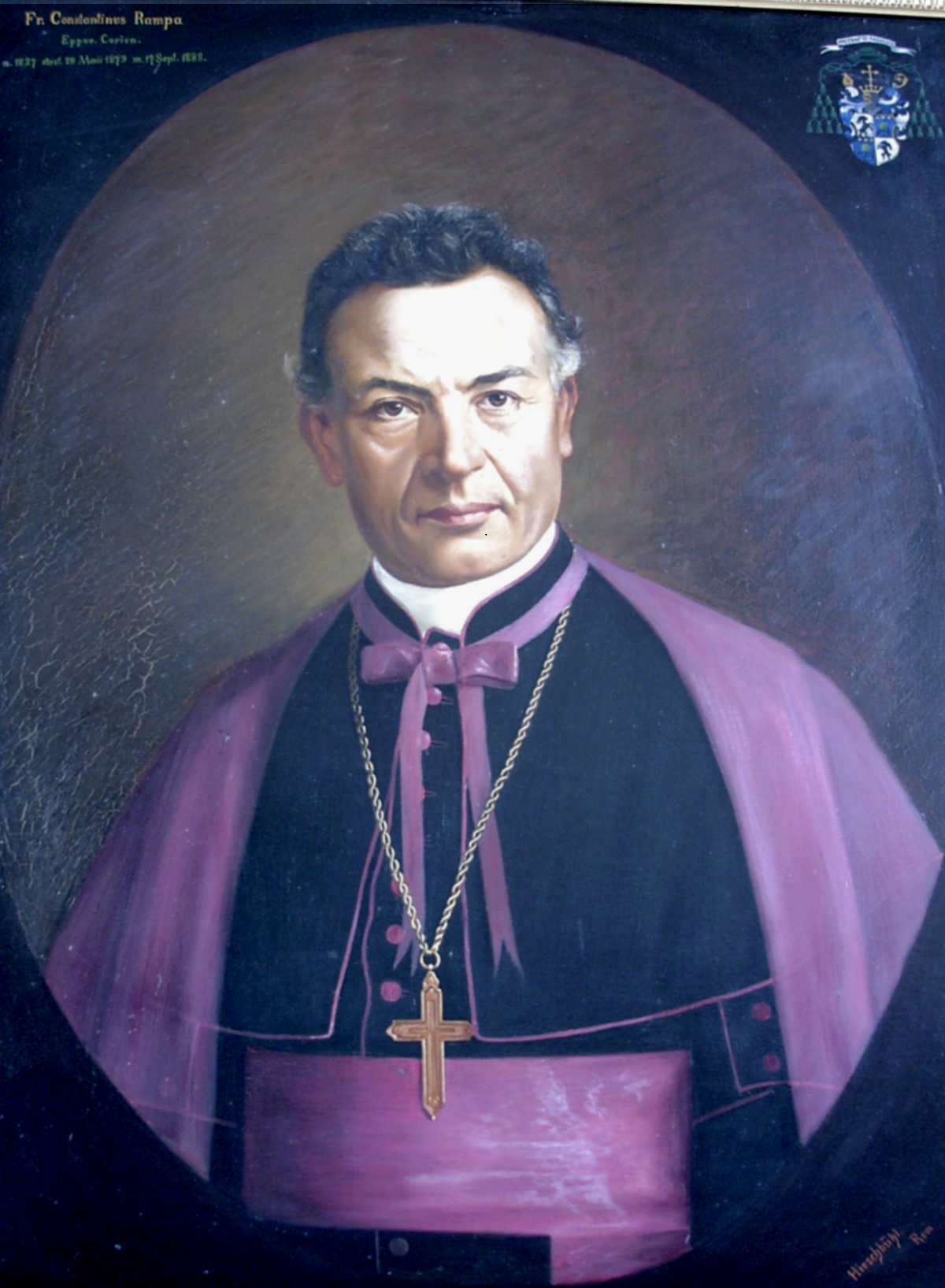
Franz Konstantin Rampa (1879–1888)

- Familie Fanconi  von Puschlav, die seit der 2. Hälfte des 18. Jahrhunderts auch in Samaden eingebürgert ist[50]
  - Joseppi Fancus ist 1370 einer der sieben Bevollmächtigten von Postillavo zur Leistung der Huldigung an den Vogt Ulrich von Matsch[50]
  - Fanchus de Franchinau, Fanchus de Malone, officiales communis von Postillavo 1441[50]
  - Riccardo Fanconi (* 1877 in Poschiavo; † 1931 ebenda), Fotograf[51]
  - Emil Fanconi (* 14. August 1881 in Odessa; † nach 1932 ebenda), kantonaler Verhörrichter[50]
  - Guido Fanconi (1892–1979), Schweizer Kinderarzt, Professor und Leiter des Kinderspitals Zürich
  - Peter Fanconi, (1967), Bankpräsident der Graubündner Kantonalbank

- Francesco Rodolfo Mengotti (* 23. Oktober 1709 in Poschiavo; † 1790 ebenda), Priester, Propst in Poschiavo, Publizist und Dichter[52][53]
- Bernardo Tosio (* 6. November 1768 in Poschiavo; † 26. November 1840 in Samedan), Unternehmer[54]
- Otto Carisch (1789–1858), reformierter Pfarrer und Historiker
- Georg Leonhardi (1807–1884), reformierter Pfarrer
- Carlo Cassola (* 9. Juli 1814 in Sant’Alessio di Pavia; † 5. Juni 1894 in Pavia), Italienischer Patriot, Nachfolger von Giuseppe Mazzini[55]
- Daniele Marchioli (* 31. Juli 1818 in Poschiavo; † 7. November 1900 ebenda), von Poschiav, Arzt, Bündner Grossrat, Lokalhistoriker[56]
- Lodovico Clementi (* um 1820 in Trient; † nach 1853 in Italien), Händler, wie Carlo Cassola Nachfolger von Mazzini[57]
- Giovanni Sottovia (* 1827 in Vicenza; † 1892 in Poschiavo), Garibaldiner, Flüchtling in Poschiavo, Architekt, baute viele Paläste in Poschiavo[58][59]

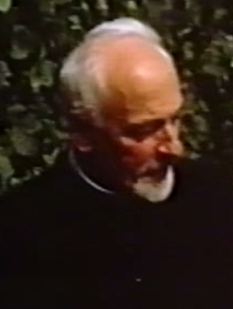
Bischof Edgar Aristide Maranta

- Rodolfo Mengotti (* 16. Juni 1828 in Poschiavo; † 8. April 1906 ebenda), Dichter, Friedensrichter, Gemeindeschreiber, Zollpächter, Podestà von Poschiavo, Grossrat[60][61]
- Francesco Costantino Rampa (1837–1888), Bischof von Chur
- Giovanni Luzzi (* 8. März 1856 in Strada (Gemeinde Valsot); † 25. Januar 1948 in Poschiavo), Professor für Theologie an der Waldenser Fakultät in Florenz, Pfarrer in Poschiavo[62]
- Achille Bassi (1887–1962), Dialektdichter[63]
- Edgar Aristide Maranta (1897–1975), Erzbischof von Daressalam
- Alfredo Luminati (* 1900 in Rom; † 1985 in Le Prese), Priester, Pfarrer in Zuoz und in Le Prese, Dichter[64]
- Ponziano Togni (* 8. Februar 1906 in Plurs; † 10. Juni 1971 in Bellinzona), Maler und Wandmaler[65]
- Riccardo Tognina (1912–1987), Professor, Autor: Vita e Cultura della Valle di Poschiavo[66]
- Wolfgang Hildesheimer (1916–1991), deutscher Schriftsteller und Maler
- Mary Fanetti (* 1916 in Poschiavo; † 1993 ebenda), Sekretärin, Dichterin[67]
- Paolo Gir (* 3. Mai 1918 in S-chanf; † 7. Mai 2013 in Chur), er besuchte Primar- und Sekundarschule in Poschiavo, Journalist, Publizist, Dichter, Cavaliere della repubblica italiana[68][69][70]
- Renato Maranta (1920–1954), Komponist und Schriftsteller
- Jan Wisse (* 9. Oktober 1921 in Terneuzen; † 11. Oktober 2008 in Echternach), Pianist und Komponist[71]
- Oreste Zanetti (* 22. September 1922 in Poschiavo; † 2006 in San Vittore GR), Organist und Komponist[72]
- Sonja Kurwin (* 18. August 1923 in De Bilt), Pianistin und Sängerin[73]
- Luigi Lanfranchi (* 11. November 1923 in Poschiavo; † 5. Februar 2017 ebenda), Podestà, Gemeindepräsident von Poschiavo[74]
- Luigi Gisep (* 1926 in Poschiavo), Fotograf, Sammler, Fotoarchivar[75]
- Not Bott (* 14. Mai 1927 in Valchava, † 24. November 1998 in Poschiavo), Holzbildhauer schuf Kunst am Bau und Platzgestaltung[76][77]
- Ernesto Conrad (* 1927 in Budapest; † 2011 in Poschiavo), Unternehmer, Miteigentümer eines grossen Verlagshauses in München, Gründer der Fondazione Casa Console in Poschiavo[78]
- Fernando Bonetti (* 14. April 1931 in Locarno; † 26. Juni 2020 in Poschiavo), Musiker, Kapellmeister der Vos da Locarno, Musiklehrer in Muralto[79][80]
- Werner Lüdi (1936–2000), Schweizer Jazzmusiker und Autor.
- Lanfranco Abis de Clari (* 1940), Historiker, Genealoge, Autor des Dizionario Etimologico Poschiavino[81]
- Antonio Giuliani-Crameri (* 29. März 1941 in Poschiavo; † 7. April 2020 ebenda), Primarlehrer, Lokalhistoriker, Archivar, Publizist[82]
- Heiner Kielholz (1942), Schweizer Maler und Konzeptkünstler
- Roberto Tuena (* 1942 in Poschiavo; † 1980 ebenda), Versicherungprokurist, Dichter[83]
- Fernando Iseppi (* um 1948 ? in Poschiavo), Sekundarlehrer, Forscher, Lokalhistoriker, Publizist[84]
- Pierluigi Crameri (* 1962 in Poschiavo), Primarlehrer und Informatik-Verantwortlicher der Schulen in der Gemeinde Poschiavo, Redaktor der Zeitung Il Bernina, Verantwortlich der Associazione iStoria und der Archivi fotografici Valposchiavo, Premio alla cultura der Gemeinde Poschiavo[85]
- Cristiano Paganini (* 1. Mai 1958 in Poschiavo), Bildhauer schuf Springbrunnen und künstlerische Dekoration von Gebäuden[86]
- Miguela Tamò (* 10. Juni 1962 in Poschiavo), Bildhauerin, Malerin und Grafikerin[87]
- Giovanni Jochum (* 1964 in Poschiavo), Lizenziat in Oekonomie, Politiker, Grossrat, Podestà der Gemeinde Poschiavo, Publizist[88]
- Sacha Zala (1968), Schweizer Historiker und Direktor der Forschungsstelle Diplomatische Dokumente der Schweiz (Dodis)
- Patrizia Parolini (* 1969 ? in Poschiavo), Anwältin und Mediatorin, studierte Literarisches Schreiben an der SAL in Zürich. Sie arbeitet teilzeitlich als Gerichtsschreiberin, Schriftstellerin, wohnt in Chur[89]
- Gian Casper Bott (* um 1970 ? in Poschiavo), Kunsthistoriker, Direktor des Museums Kleines Klingental in Basel, Publizist[90]
- Simona Tuena (* 1970), Primarlehrerin in Poschiavo, Dichterin[91]
- Andrea Paganini (* 26. Januar 1974 in Poschiavo), Schriftsteller und Verleger, wohnt in Chur[92][93][94]
- Kaspar Howald (* um 1975 ? in Poschiavo), Journalist der online Zeitung Il Bernina, Direktor des Valposchiavo Turismo, Publizist[95]
- Alessandra Jochum-Siccardi (* um 1978 ? in Poschiavo), Verantwortlich der Associazione iStoria und der Archivi fotografici Valposchiavo, Premio alla cultura der Gemeinde Poschiavo, Publizistin, Journalist und Direktorin der online Zeitung Il Bernina[96]
- Arno Lanfranchi (* um 1980 ? in Poschiavo), Lokalhistoriker, Publizist, Mitglied der Verwaltung der Società Storica Val Poschiavo[97]
- Daniele Papacella (* 1980 ? in Poschiavo), Journalist, Lokalhistoriker, Präsident der Società Storica Val Poschiavo[98]
- Cristina Giulia Codega (* um 1985 ? in Poschiavo), Lokalhistorikerin, Publizistin, Dozent, Präsident der Società Storica Val Poschiavo[99][100]
- Gianluca Giuliani (*um 1985 ? in Poschiavo), Doktor der Agronomische Oekonomie, Mitgründer der Landwirtschaftlichen Firma Flury-Giuliani, Publizist[101]
- Serena Bonetti Bontognali (* um 1990 ? in Poschiavo), Ärztin, Mitglied der Kulturverwaltung der Gemeinde Poschiavo und der online Zeitung Il Bernina[102]
- Raffa Plastic (* 1992), Influenzerin wuchs in Poschiavo auf